# 科捷利尼奇區

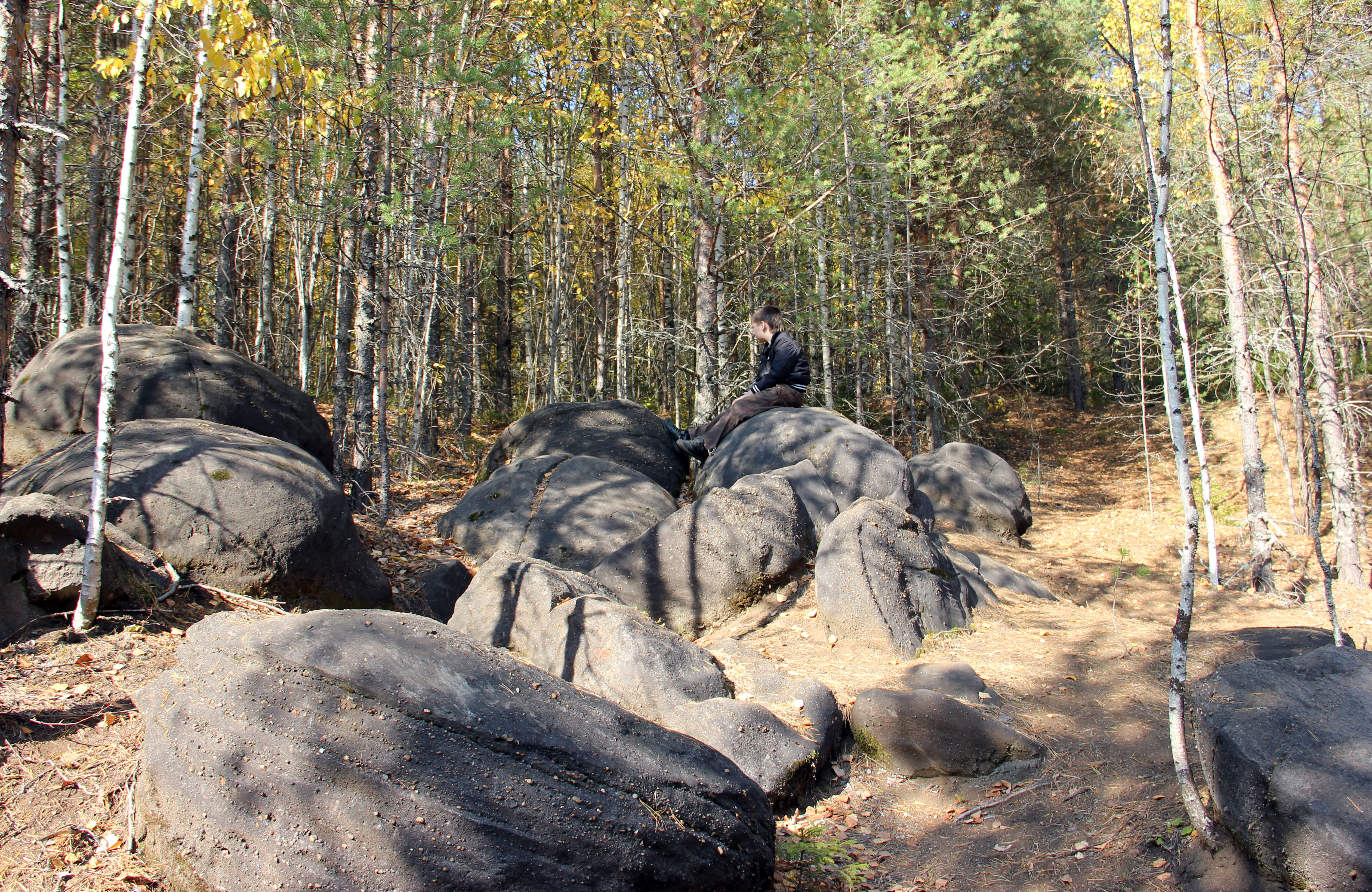

58°18′N 48°20′E / 58.300°N 48.333°E
科捷利尼奇區（俄语：Котельничский район），是俄羅斯的一個區，位於該國西部，由基洛夫州負責管轄，面積3,940平方公里，2010年人口15,799，人口密度每平方公里4.01人。